# ブリスベン国際レジャー博覧会

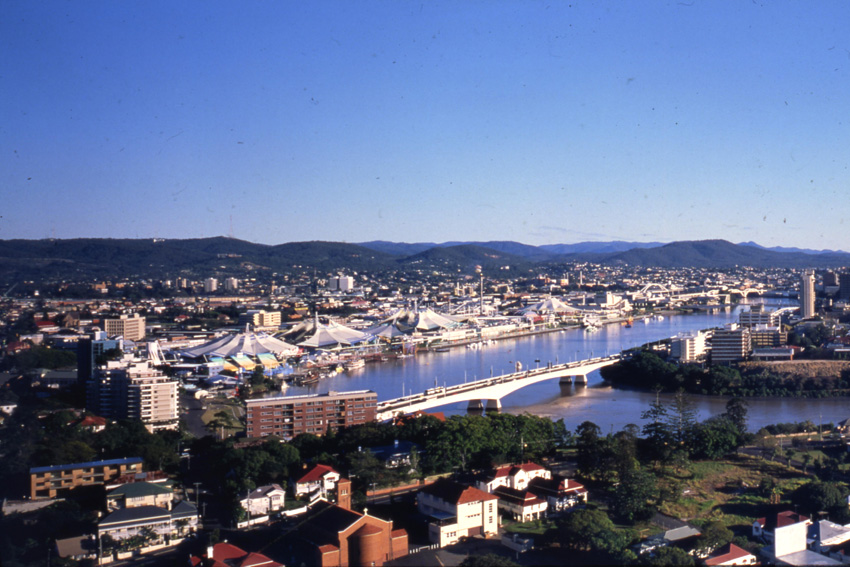
サウス・ブリスベンの博覧会会場

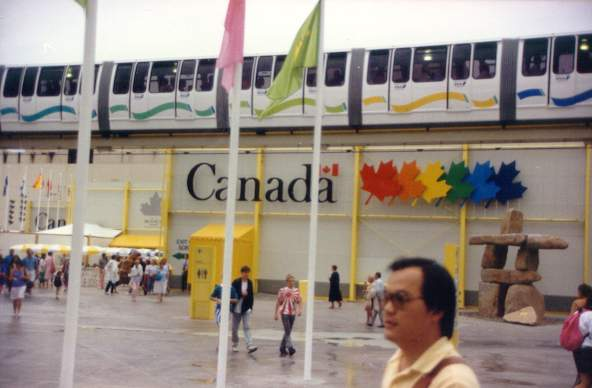
背後に見えるカナダのパビリオンとモノレール

ブリスベン国際レジャー博覧会（ブリスベンこくさいレジャーはくらんかい, The International Exposition on Leisure in the Age of Technology Brisbane Australia 1988, World Expo 88）は、1988年4月30日から10月30日までオーストラリアのブリスベンで開催された国際博覧会（特別博）である。テーマは「技術時代のレジャー」。36ヶ国が参加し、会期中1,857万人が来場した。開会式にはエリザベス女王が御臨場された。

## ロゴマーク

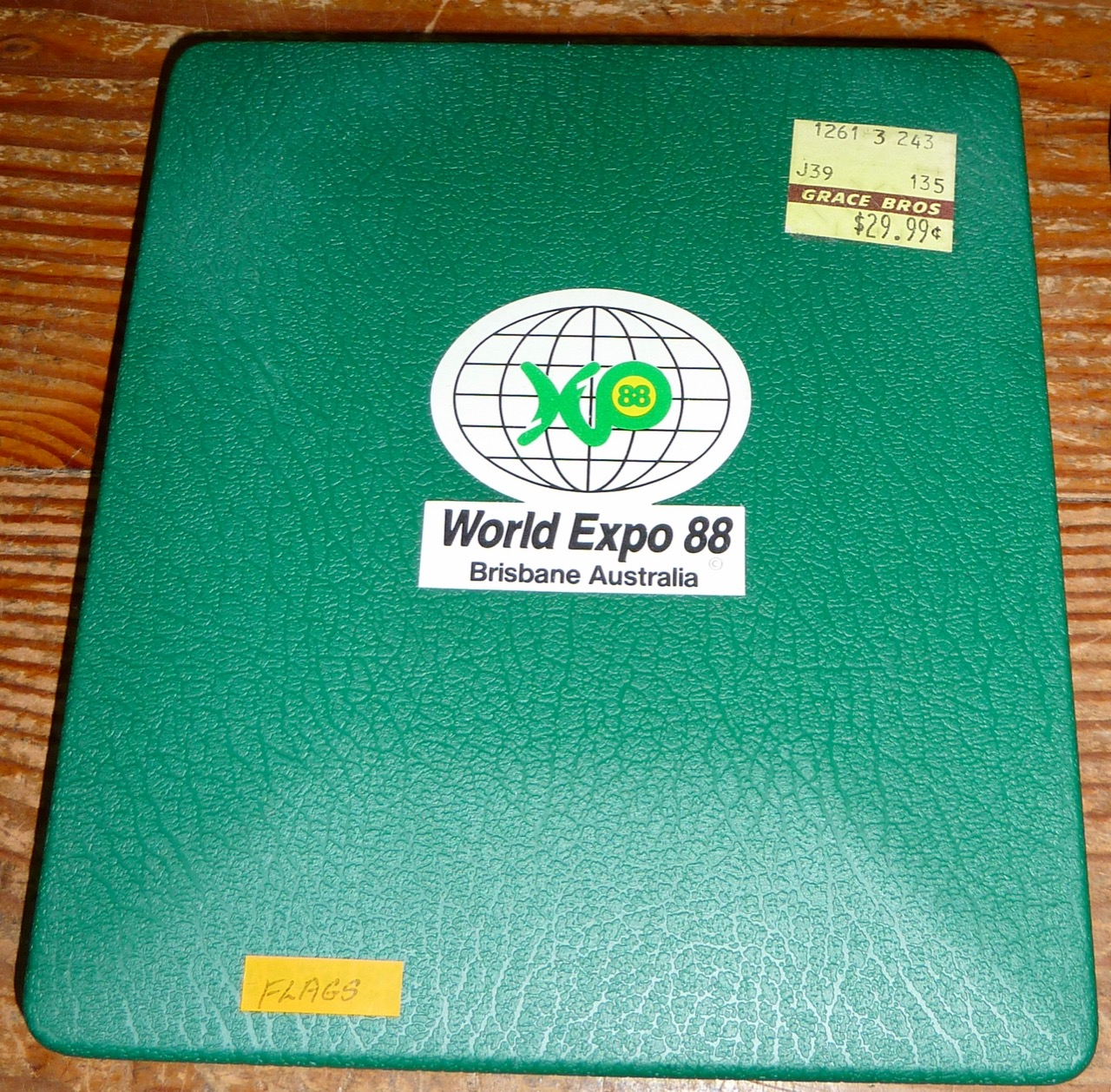
ブリスベン国際レジャー博覧会の国際用ロゴ

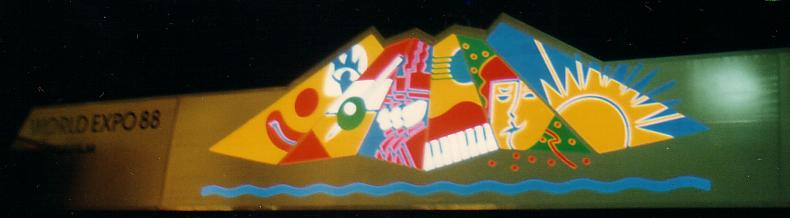
ブリスベン国際レジャー博覧会の国内用ロゴ

## モノレール
来場者が博覧会会場の周辺を早く移動できるように、モノレールが建設されている。モノレールには1,200万豪ドルを掛けており、会場の両端の2駅と、延長2.3キロメートルの軌道および9両編成の4列車から成っていた。モノレールのルートは、クイーンズランド・パビリオンを通り抜け、太平洋ラグーンの全域およびブリスベン川の脇を走行していた。モノレール・システムとしては、1日当たり44,000人の乗客を運搬することができた。博覧会の後、列車の一つと幾つかの軌道は、ゴールドコーストのシー・ワールドにて、既存のシー・ワールド・モノレール・システムに接続していた。他の列車は、ドイツのルストにあるヨーロッパ・パークにて、現在でも運行されている。

## 参加各国
| Participating Nations | Participating Nations | Participating Nations | Participating Nations |
| --------------------- | --------------------- | --------------------- | --------------------- |
| オーストラリア        | ブルネイ              | カナダ                | 中国                  |
| クック諸島            | キプロス              | フィジー              | フランス              |
| ギリシャ              | ハンガリー            | インドネシア          | イタリア              |
| 日本                  | ケニア                | マレーシア            | ネパール              |
| ニュージーランド      | パキスタン            | パプアニューギニア    | フィリピン            |
| シンガポール          | ソロモン諸島          | 韓国                  | ソビエト連邦          |
| スペイン              | スリランカ            | スイス                | タイ                  |
| トンガ                | イギリス              | アメリカ              | バヌアツ              |
| バチカン市国          | 西ドイツ              | サモア                | ユーゴスラビア        |